# Phylloda foliacea
Phylloda foliacea is een tweekleppigensoort uit de familie Tellinidae. De wetenschappelijke naam van de soort werd gepubliceerd in 1758 door Carl Linnaeus als Tellina foliacea in de tiende editie van Systema naturae.